# Pikaljovo
Pikaljovo (rusky Пикалёво) je město v Leningradské oblasti v Ruské federaci. Při sčítání lidu v roce 2010 mělo přes jednadvacet tisíc obyvatel.

## Poloha a doprava
Pikaljovo leží na říčce Rjadani, přítoku Tichvinky v povodí Sjasu. Od Petrohradu, správního střediska oblasti, je vzdáleno přibližně 240 kilometrů východně.
Od roku 1906 prochází přes město železniční trať z Petrohradu přes Vologdu do Kirova.
Z jihu město obchází dálnice A114 z Vologdy do Nové Ladogy.

## Dějiny
První zmínka o zdejší obci je z roku 1620.
V roce 1906 zde  byla postavena stanice Pikaljovo na nově otevřené trati z Petrohradu do Vologdy. Další rozvoj nastává po roce 1932, kdy je postavena cementárna. V roce 1947 je zdejší osídlení povýšeno na sídlo městského typu, od roku 1954 je Pikaljovo městem.

### Rodáci
- Dmitrij Jurjevič Čisťakov (* 1994), fotbalista